# M1895 콜트-브라우닝 기관총

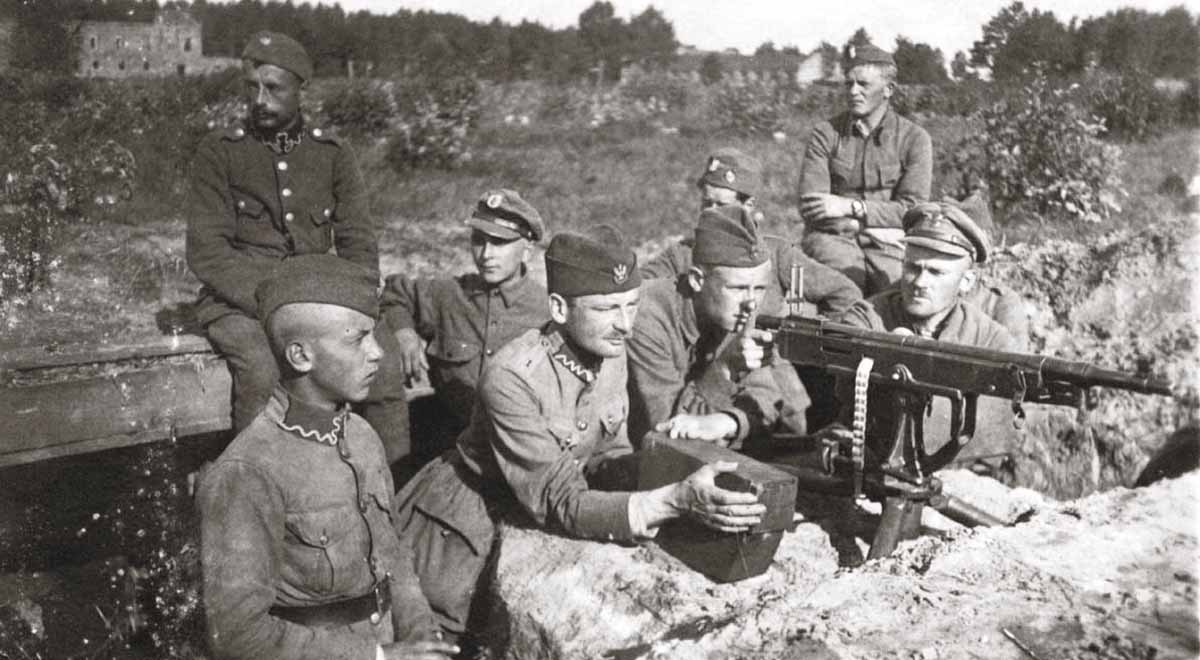
1920년 폴란드-소련 전쟁중의 한 장면으로 수비중인 폴란드군이 사용하는 기관총이 M1895.

M1895 콜트-브라우닝 기관총은 미국의 존 브라우닝이 설계한 탄띠급탄식 기관총으로 가스 작동 방식의 중기관총 (中)이다. 브라우닝은 설계를 담당했고, 생산은 콜트사가 맡았다. 감자캐기(Potato Digger)라는 별명도 있는데, 총 구조 상 노리쇠를 작동시키기 위한 지렛대가 움직이는 모습을 본떠 붙은 별명이다.

## 역사
총의 개발은 1893년에 완료되었고, 미국 해군 및 해병대가 1895년에 M1895라는 이름으로 채용했으나, 육군은 작동 신뢰성을 의심하여 채용하지 않았다.
그러나, 제1차 세계 대전에서 기관총이 부족하자 유럽에 파견된 미국 원정군은 M1917 맥심과 더불어 이 총도 채용하여 같이 사용했다. 이 외에 영국이 소수 구입하여 보어 전쟁에서 사용했으며, 이탈리아가 자국산 피아트 레벨리 기관총의 부족을 메우기 위해 구입하기도 했다.

## 성능
전체 무게는 16Kg를 조금 초과하는 정도였으며, 탄환을 분당 500발로 발사할 수 있었다. 최초 개발 당시 M1895는 0.3인치 구경 탄환을 사용했으나, 1914년에 0.3/60 탄환을 사용할 수 있도록 개량되었다.

## 맥심과의 갈등
브라우닝은 M1895를 공개한 후, 세계 최초로 기관총을 개발한 하이람 스티븐 맥심과 법적인 갈등을 빚게 되었다. 브라우닝이 고안한 가스압 작동 방식에 관해 맥심이 이미 특허를 낸 상태였기 때문이다. 게다가 탄띠를 이용한 급탄 방식도 맥심에 보기에는 특허권 침해였다. 이 문제는 확실한 결론이 나지 않은 채 흐지부지 되었다.

## 영화 속 M1895
숀 코넬리가 주연한 《바람의 라이언》이란 영화에 모로코 앞바다에 정박한 미국 해병대가 모로코 술탄의 궁전을 무력으로 점령하는 장면이 나온다. 이 장면에서 바퀴식 기관총좌에 장착된 기관총이 등장하는 데, 이 기관총이 M1895다.

## 같이 보기
- 존 브라우닝
- M2 중기관총